# Сагарадзе Георгій Іларіонович
Георгій Іларіонович Сагарадзе (груз. გიორგი ილარიონის ძე საღარაძე; (24 вересня (7 жовтня) 1906 або 25 жовтня 1906 , Російська імперія  — 1986 або 12 квітня 1980 , Тбілісі )) — грузинський радянський актор театру і кіно, народний артист Грузинської РСР (1950).

## Життєпис
Народився 24 вересня (7 жовтня) 1906 року . У 1925 році вступив до театральної студії при Тбіліському театрі імені Шота Руставелі (нині Тбіліський театральний університет імені Шота Руставелі). Після інституту увійшов до трупи театру.
З 1928 року виступав на естраді, знімався в кіно. Особливо відомі його ролі у фільмах «Клятва» (1946) та «Старі зурначі» (1972).
Помер 1986 року.

### Родина
- син — актор Сагарадзе Гурам Георгійович (1929—2013), народний артист Грузинської РСР .
- онука — Марина Сагарадзе (нар. 1956), актриса Тбіліського академічного театру імені Шота Руставелі.

## Нагороди та премії
- орден Трудового Червоного Прапора (17.04.1958)
- орден «Знак Пошани» (05.09.1936)
- народний артист Грузинської РСР (1950)
- Сталінська премія третього ступеня (1951) — за роль Шукрі в п'єсі І. О. Мосашвілі «Потоплене каміння» (1951)

## Творчість

### Роботи у театрі
- «Анзор» Сандро Шаншіашвілі — Ларбі
- «Арсен» Сандро Шаншіашвілі — Арсен
- «Салте» Петра Самсонідзе — Аміран
- «Вчорашні» Шалви Дадіані — Кілордава
- «Дурачок» Сандро Шиукашвілі — Герцинський
- «Покоління героїв» Давиде Клдіашвілі — Кахіані
- «Батьківщина» Георгій Еріставі — Хімшіашвілі
- «Начальник станції» Іллі Мосашвілі — Кузьма
- «Потоплене каміння» Іллі Мосашвілі — Шукрі
- «Розлом» Бориса Лавреньова — Євген Берсенєв
- «Зрада» Василя Сумбатова — Дато
- «Цар Едіп» Софокла — Креонт
- «Гамлет» Вільяма Шекспіра — Клавдій
- «Король Лір» Вільяма Шекспіра — Едмунд

### Фільмографія
1. 1937 — Втрачений рай (Тбіліська кіностудія)
2. 1938 — Велика заграва (Тбіліська кіностудія) — Іраклій Церетелі, міністр
3. 1946 — Клятва (Тбіліська кіностудія) — Георгій, коханець Ольги Петрової
4. 1960 — Історія однієї дівчинки (Грузія-фільм) — професор
5. 1972 — Старі зурначі (груз. ბებერი მეზურნეები; Грузія-фільм) — Бутхуза
6. 1973 — Тепле осіннє сонце (Грузія-фільм) — Бидзина
7. 1977 — Береги (1-ша, 5-та та 6-та серії; Грузія-фільм) — Магалі Зарандія, батько Кости та Мушні